# Djoumoipangua
Djoumoipangua est une commune de l'union des Comores située dans l'ile de la Grande Comore, dans la Préfecture de Hambou. La commune comprend les localités suivantes :
- Singani
- Mdjoiezi
- Hetsa
- Bambani
- Dzahadjou